# Mano del Desierto
Mano del Desierto, česky lze přeložit jako Ruka pouště či Ruka v poušti, je netradiční vysoká železobetonová plastika a turistická atrakce na okrajovém území města Antofagasta v provincii Antofagasta v regionu Antofagasta v severním Chile v Jižní Americe. Nachází se také vzdušnou čarou cca 62 km jiho-jihovýchodně od centra Antofagasty, západně od potoka Quebrada Grande a na západní odbočce od silnice Vía PanAmericana, tj. silnice č.5 v Chile nazývané Ruta 5. Geograficky se také nachází v poušti Atacama (Desierto de Atacama).

## Historie a popis díla
Mano del Desierto ztvárňujě část lidské ruky vyčnívající z písku. Autorem díla je chilský sochař Mario Irarrázabal Covarrubias (*1940) a je to jeho nejznámější dílo. Plastika je 11 m vysoká a nachází se v nadmořské výšce 1100 m a byla slavnostně odhalena 28. března 1992. Stavba díla byla financována díky příspěvkům společnosti Corporación Pro Antofagasta, která se také stará o její údržbu a úklid, protože socha je častým terčem graffiti. Dle autora si každý návštěvník plastiky může význam této sochy vyložit po svém. Někteří říkají, že je to město loučící se jeho návštěvníkem a dle jiných zase představuje památník obětem bezpráví a mučení během vojenské diktatury v letech 1973-1990 anebo vyjadřuje lidskou bezmocnost. Autor vytvořil také podobnou plastiku La Mano de Punta del Este v Madridu a také v Puerto Natales v Chile a v italských Benátkách.

## Další informace
Místo je celoročně volně přístupné.

## Galerie

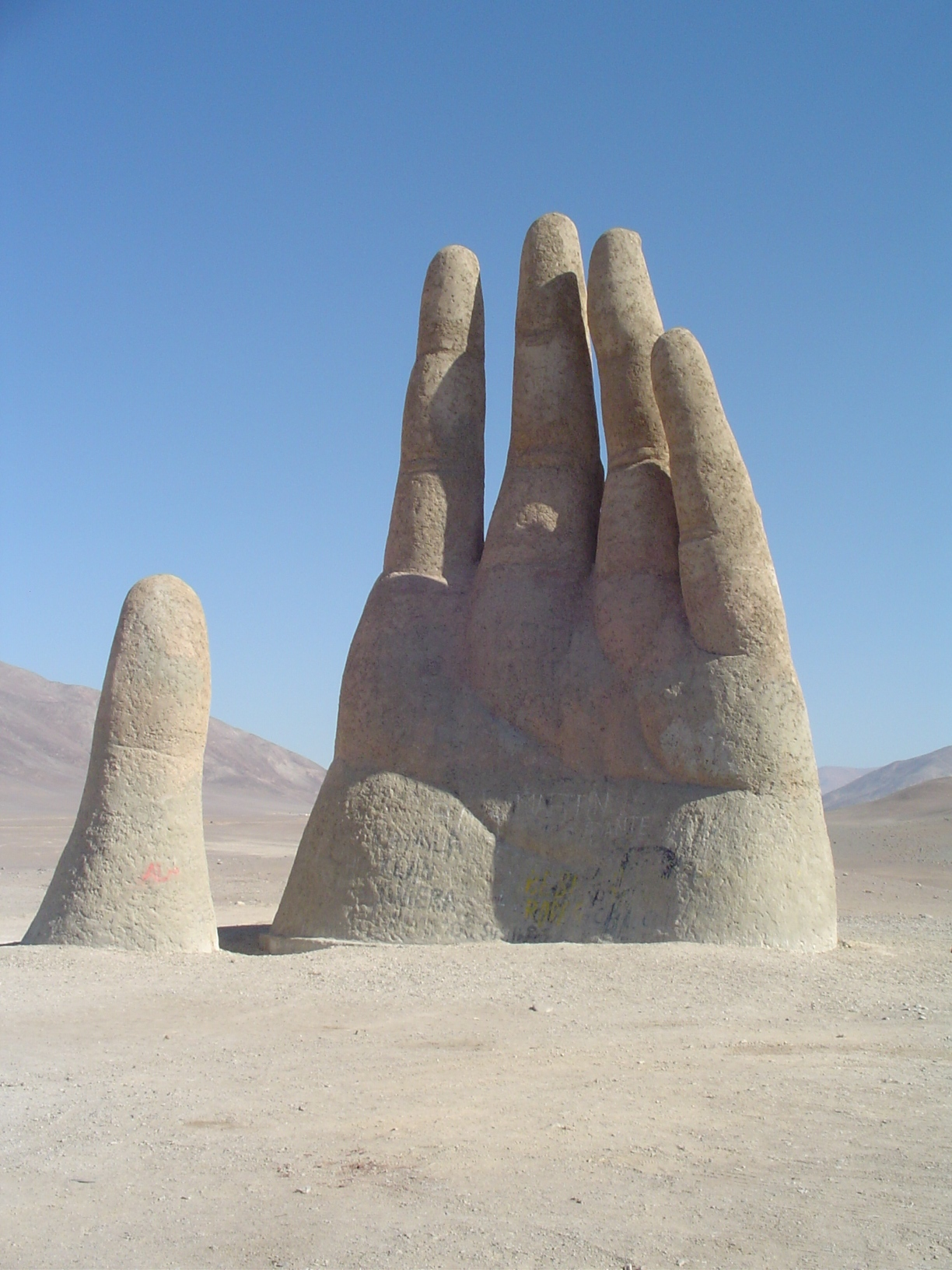
Čelní pohhled
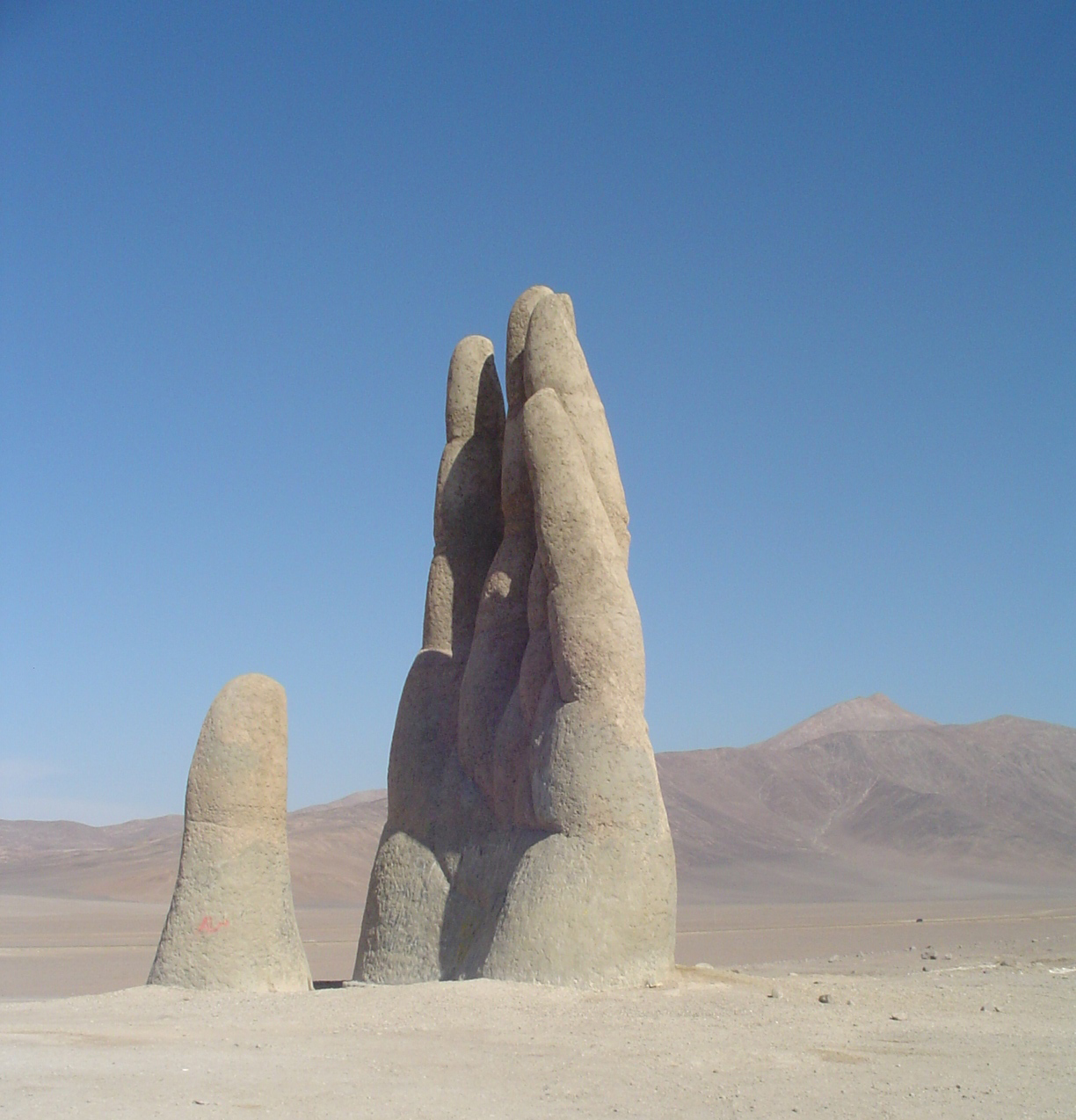
Boční pohled
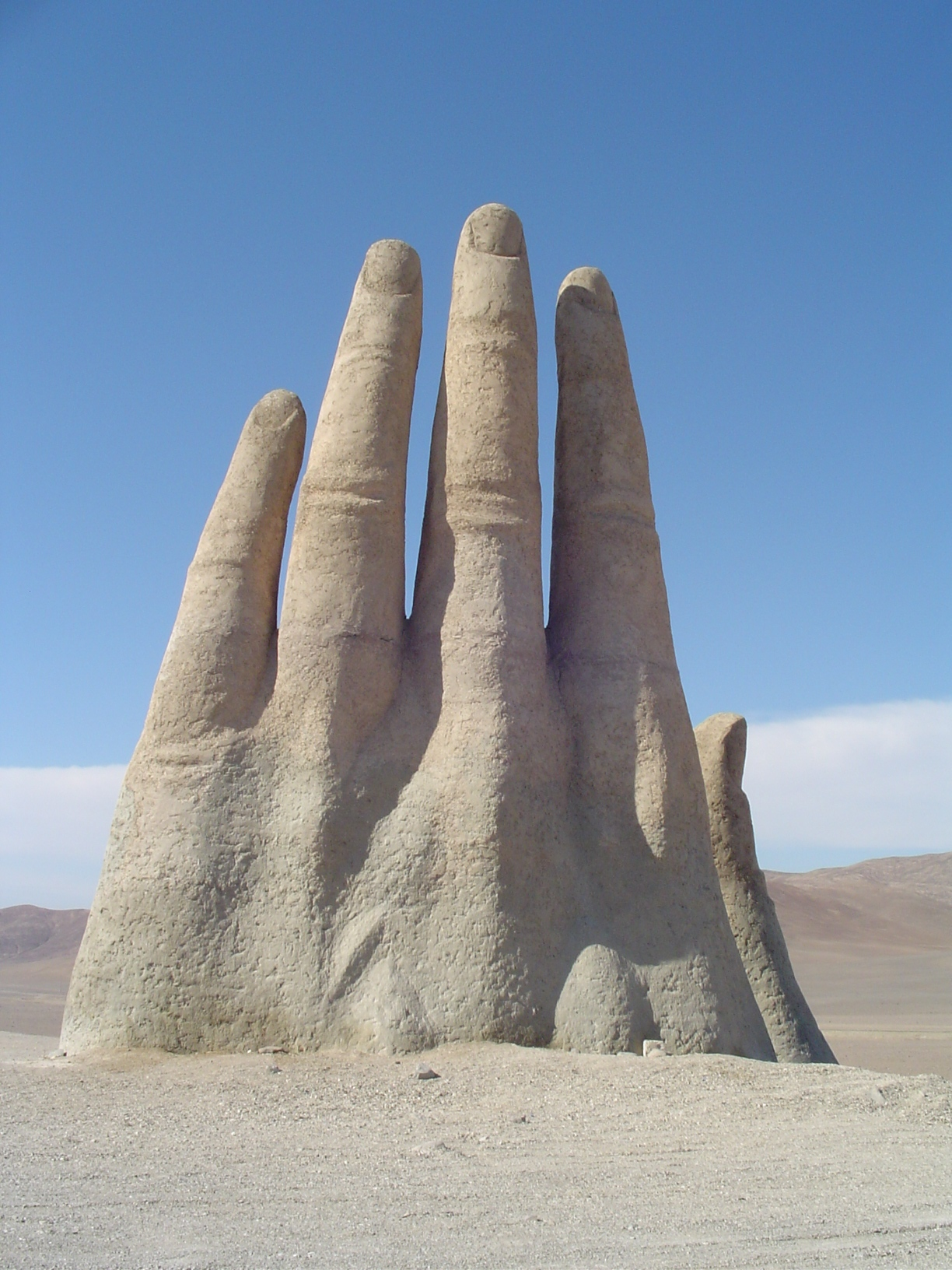
Zadní podled
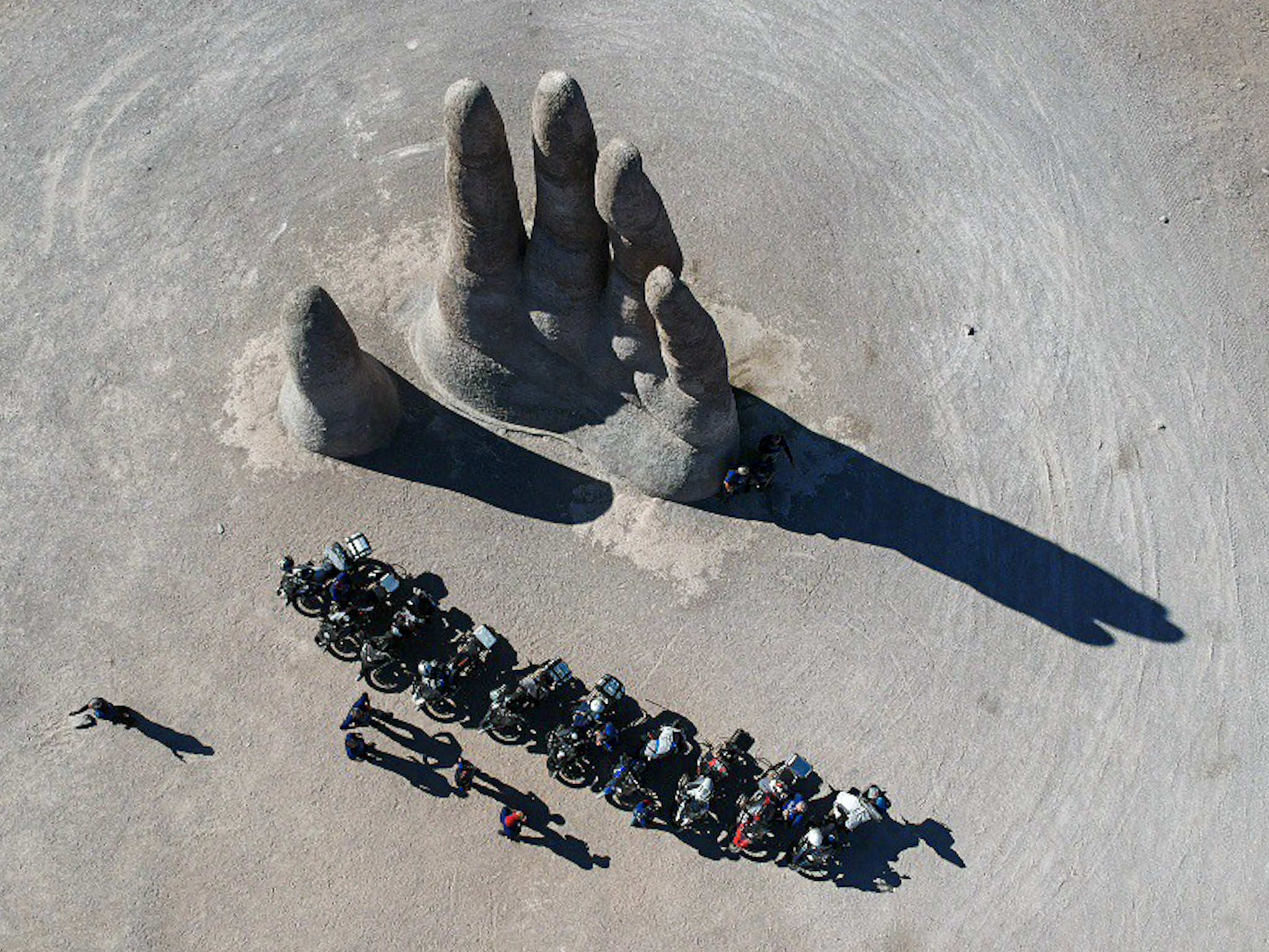
Motorkáři u díla
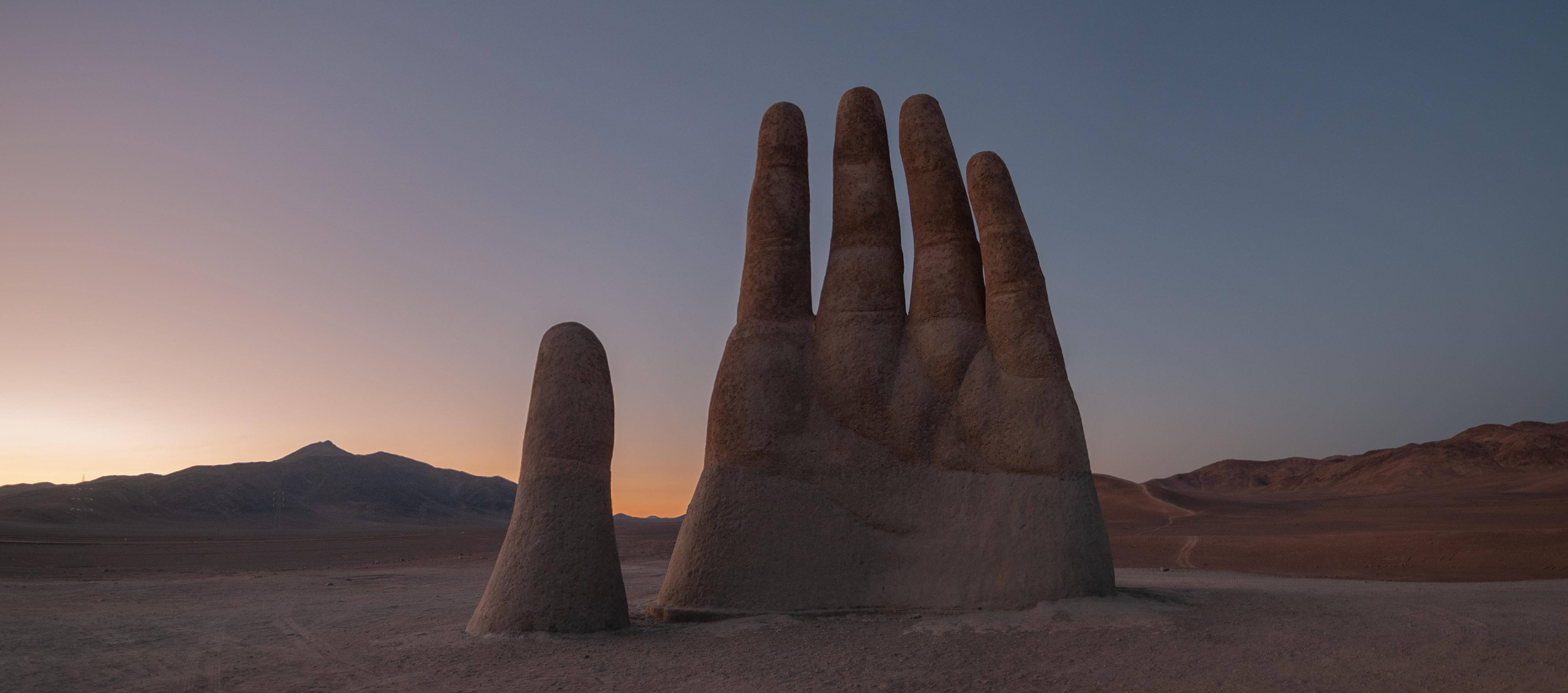
Po západu slunce
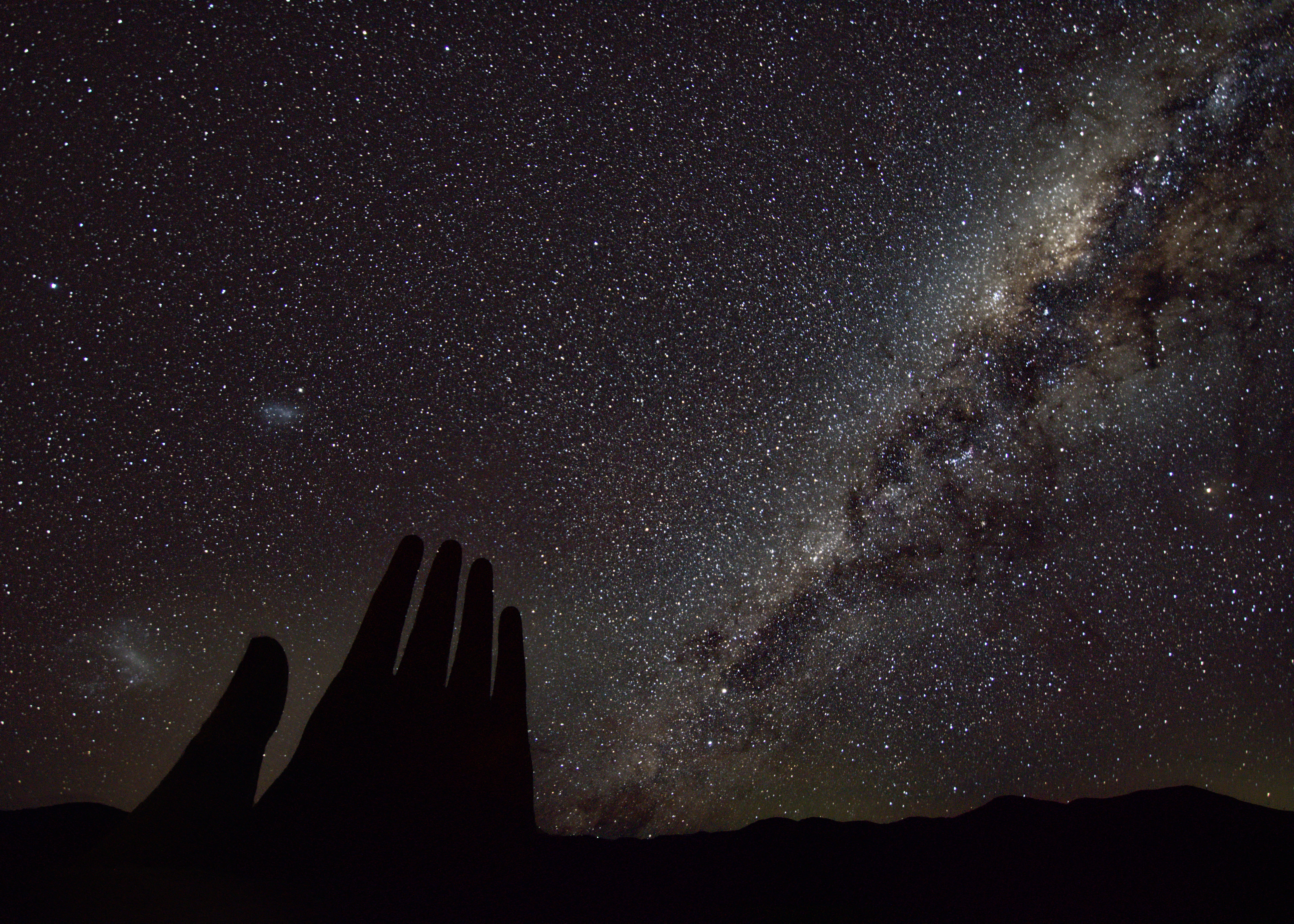
Dílo s pohledem na Mléčnou dráhu
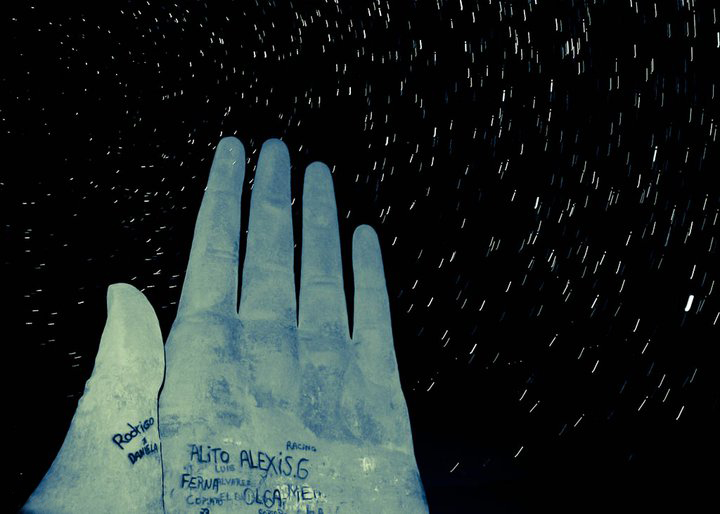
Sprejery poškozené dílo